# Piper’s Grave Cists
Die drei Piper’s Grave Cists sind Steinkisten, die bereits im 18. Jahrhundert westlich von Ednam nördlich von Kelso unweit des Eden Water, einem Nebenfluss des Tweed in den Scottish Borders in Schottland weitgehend zerstört wurden. In der Nähe des Dorfes befindet sich der Hügel namens „Das Grab des Pfeifers“ (Piper's Grave). 
Die Steinkisten wurden in einem kleinen Hügel nördlich der Stichill Road, nahe Ednam gefunden. Die meisten der flachen Steinplatten wurden entfernt. Nur eine 25 cm dicke Platte aus lokalem Sandstein mit den Maßen 2,15 m lang, 1,3 m breit verblieb aufrecht stehend an der Spitze des Hügels, der als Piper’s Grave bekannt ist.
Eine Kiste enthielt eine Urne, was es wahrscheinlich macht, dass die Kisten aus der Bronzezeit stammen.